# Ден Джакалович
Ден Джакалович (англ. Dan Djakalovic; нар. 30 червня 1956, Торонто, Онтаріо, Канада) — німецько—канадський хокеїст, нападник.

## Кар'єра
Ден Джакалович розпочав свою кар'єру хокеїста в клубі «Кітченер Рейнджерс» (ОХЛ). У Драфті НХЛ 1976 року обраний клубом НХЛ «Торонто Мейпл-Ліфс» в шостому раунді, під 102-им номером. 
Кілька років виступав у клубах «Гемптон Галс», «Талса Ойлерс» та «Бінгемтон Дастерс». У сезоні 1979/80 переїхав до клубу німецької Бундесліги «Маннхаймер ЕРК». Поруч з ним грали інші канадці німецького походження Гарольд Крейс, Пітер Ашерл, Манфред Вольф та Рой Роджер, усі вони залишились у Мангеймі та отримати німецьке громадянство. У Мангеймі провів 102 гри в яких набрав 91 очко, у тому числі 38 голів. У тому ж 1980 році став чемпіоном ФРН. У 1981 році Ден перебрався до ХК «Фрайбург», де у 44 матчах набрав 25 очок (11 + 14). Після сезону у ХК «Фрайбург», він закінчив свою кар'єру.